# Samuel Mygind
Samuel Mygind (29. april 1784 i Stepping – 8. oktober 1817 i Christiansfeld) var en dansk landskabsmaler.
Han var søn af præsten Niels Mygind (1736 – 1809) til Stepping og Frørup i Nordslesvig. Hans moder hed Anna Marie født Praëm.
Samuel Mygind blev student i Kiel og begyndte at studere teologi, men besøg og ophold i Tyskland (1805-07), navnlig i Rhinegnene, modnede lysten til at blive kunstner hos ham; han tog til København, blev elev af Kunstakademiet, hvis sølvmedaljer han efterhånden vandt, og lærte at male hos Christian August Lorentzen. Fra 1810-17 udstillede han landskaber, dels fra Dyrehaven, dels efter udenlandske motiver, hvilke vakte stigende opmærksomhed, således at samtiden fremhævede hans flid og ypperlige evner samt "den frie Naturs smukke Efterligning" i hans billeder og beklagede meget den unge, lovende kunstners død, 8. oktober 1817, under et ophold i Christiansfeld. Den Kongelige Malerisamling købte to af hans billeder, og han har raderet 3 blade.